# Giustiniano Participazio
Giustiniano Participazio was doge van Venetië van 827 tot 829.

## Levensloop
Giustiniano werd door zijn vader doge Angelo Participazio naar Constantinopel gestuurd om de banden met het Byzantijnse Rijk te versterken. Bij zijn terugkeer stelde hij tot zijn vebazing vast dat zijn jongere broer Giovanni aangesteld was als co-doge. Giustiniano liet zich vrijwillig opsluiten in de kerk van San Severo, tot zijn broer werd verbannen. Giovanni vluchtte naar het hof van Lodewijk de Vrome, maar die hield zich aan de Vrede van Aken (812) en kwam niet tussen beide.
In 827 stierf zijn vader. Zijn verblijf in Constantinopel bracht nu zijn vruchten op. Keizer Michaël II Psellos vroeg hem steun in de strijd voor Sicilië tegen de Saracenen. In ruil kreeg hij hiervoor de relikwieën van de heilige Zacharias en genoeg geld om een kerk en een klooster ter ere van de heilige op te richten, de San Zaccaria. Tijdens zijn regeerperiode werden ook de stoffelijke resten van de evangelist Marcus vanuit Alexandrië, Egypte, naar Venetië gebracht en werd er aan de bouw van de Basiliek van San Marco begonnen. Het aanzien van Venetië in de christelijke wereld vergrootte enorm.
Toen hij zijn einde nabij voelde, riep hij zijn broer Giovanni, die intussen in Constantinopel verbleef, terug. Kort nadien stierf hij en Giovanni volgde hem op.
- Gemeinsame Normdatei: 1023060736
- Virtual International Authority File: 316739241